# Tegla Loroupe
Tegla Loroupe est une athlète kényane née le 9 mai 1973 au Kenya. Elle est détentrice de plusieurs records du monde. Elle est la première athlète africaine à gagner le marathon de New York en 1994.
En 2001, elle est écartée de la sélection kényane en vue des championnats du monde d'athlétisme, pour raisons disciplinaires, ayant privilégié son programme d'entraînement en Allemagne à un stage de sa fédération,.
Elle est membre du club des Champions de la Paix, un collectif de 54 athlètes de haut niveau créé par Peace and Sport, organisation internationale basée à Monaco et œuvrant pour la construction d'une paix durable grâce au sport.

## Palmarès
- Record du monde de l'heure avec 18,340 km le 7 août 1998 à Borgholzhausen
- Record du monde du 20 km en 1 h 05 min 26 le 3 septembre 2000 à Borgholzhausen
- Record du monde du 25 km en 1 h 27 min 05 le 21 septembre 2002 à Mengerskirchen
- Record du monde du 30 km en 1 h 45 min 50 le 7 juin 2003 à Warstein
- Marathon de New York (1994, 1995)
- Marathon de Rotterdam (1997, 1998, 1999)
- Marathon de Berlin (1999)
- Marathon de Londres (2000)
- Marathon de Rome (2000)
- Médailles de bronze aux championnats du monde en 1995 et 1999 sur le 10 000 mètres.